# En Ami
«En Ami» es el decimoquinto episodio de la séptima temporada de la serie de televisión de ciencia ficción The X-Files. Se estrenó en la cadena Fox en los Estados Unidos el 19 de marzo de 2000. El episodio ayudó a explorar la mitología general de la serie. «En Ami» obtuvo una calificación Nielsen de 7,5, siendo visto por 11,99 millones de personas en su transmisión inicial. El episodio recibió críticas en su mayoría positivas de los críticos, aunque se criticaron elementos del guion, así como los motivos del fumador (William B. Davis).
El programa se centra en los agentes especiales del FBI Fox Mulder (David Duchovny) y Dana Scully (Gillian Anderson) que trabajan en casos relacionados con lo paranormal, llamados expedientes X. Mulder cree en lo paranormal, mientras que la escéptica Scully ha sido asignada para desacreditar su trabajo. En este episodio, Scully está intrigada después de que un niño con cáncer, cuyos padres no creen en el tratamiento médico porque va en contra de la voluntad de Dios, se recupera milagrosamente. Lo que pronto descubre es que su cura no es milagrosa, sino científica. Ansiosa, aunque cautelosa, por conocer la verdad detrás de sus secretos, Scully accede a viajar con el fumador para encontrar la cura para todas las enfermedades de la humanidad.
El guion fue la primera y única contribución de Davis a la serie. Davis, inspirado en la obra de Shakespeare Ricardo III, quería escribir una historia en la que el fumador pudiera engatusar a Scully atrayéndola con conocimientos médicos. Además, «En Ami» fue el último episodio de The X-Files dirigido por Rob Bowman. El título del episodio significa «como amigo» en francés y también funciona como un juego de palabras, y se lee fonéticamente como enemy en inglés.

## Argumento
En Goochland, Virginia, Jason McPeck, un joven paciente con cáncer, es sacado del auto de sus padres, llevado frente a cámaras y espectadores que gritan, y colocado en su cama, donde su padre le dice que Dios decidirá si su cáncer puede curarse. Más tarde en la noche, el niño ve una luz brillante y hombres vestidos de negro caminando hacia su ventana. Al día siguiente, el niño se cura milagrosamente de su cáncer.
Fox Mulder (David Duchovny) y Dana Scully (Gillian Anderson) reciben información anónima sobre el caso de Jason y pronto investigan. En la casa McPeck, Jason dice que los ángeles se le acercaron y uno de ellos le pellizcó la nuca, y su cáncer desapareció. Scully examina su cuello y encuentra una incisión exactamente igual a la que recibió cuando fue abducida. Al irse, Scully encuentra al fumador (William B. Davis) en su auto. El fumador le dice que él fue quien salvó la vida de Jason y que, dado que se está muriendo, quiere expiar su comportamiento previamente malvado dándole la cura a Scully. Scully se va, pero no antes de que el fumador le dé su número de teléfono. Scully rastrea el número hasta la dirección de la oficina del fumador. Explica que se está muriendo de una inflamación cerebral que se desarrolló después de su cirugía («The Sixth Extinction II: Amor Fati»).  Ella acepta hacer un viaje para recuperar la cura, pero usa un dispositivo espía para enviar grabaciones de sus conversaciones a Mulder.
Durante el viaje, el fumador le dice a Scully que cree que comparte un parentesco especial con ella porque una vez tuvo su propia vida en sus manos. Mulder encuentra sospechoso un mensaje que Scully dejó en su teléfono y va a su apartamento, donde el propietario le dice que se fue con su conductor, a quien describe como «un hombre mayor» que es «alto» y «fuma como una chimenea». El fumador y Scully llegan a la casa de Marjorie Butters (Louise Latham), una jardinera de 118 años que también tiene el chip implantado en la nuca. Mientras tanto, Mulder visita a Walter Skinner (Mitch Pileggi) para expresar su preocupación, pero Scully llama a Skinner durante la reunión y le dice que está bien. En una gasolinera, Scully quita el dispositivo, lo coloca en un sobre y se lo envía por correo a Mulder. Sin embargo, un hombre que sigue a los dos saca la carta del buzón.
Los pistoleros solitarios van al apartamento de Mulder disfrazados y le dicen que no pueden encontrar a Scully. Revelan que han encontrado correos electrónicos entre Scully y un hombre llamado Cobra, que aparentemente está trabajando en un proyecto en la sombra en el Departamento de Defensa. Mientras tanto, Scully se despierta en una cabaña en Pensilvania en pijama en lugar de su ropa y acusa al fumador de drogarla. Afirma que simplemente estaba exhausta y que estaba tratando de hacerla sentir cómoda. Ella intenta irse, pero decide continuar cuando el fumador le dice que es libre de irse y que la elección de aceptar su ayuda o no es suya. Mulder y los pistoleros solitaros acuden a Skinner para averiguar por qué Scully se estaba comunicando con Cobra. Descubren que una persona anónima ha pirateado la computadora de Scully y ha estado enviando mensajes de Cobra llamando a una reunión. El grupo cree que es obra del fumador, pero Skinner aún no sabe cómo comunicarse con él. En la cena, el fumador le dice a Scully que la cura que posee no es solo la cura para el cáncer, sino para todas las enfermedades humanas, y que es extraterrestre. El fumador sale y le dice al hombre que los ha estado siguiendo que Cobra no ha aparecido. Scully encuentra una nota debajo de su plato de postre que dice que se reúnan en Calico Cove al amanecer. Ella va sola y Cobra la detiene, quien le da un disco antes de ser asesinada a tiros con el uso de un rifle con mira por el hombre que había estado siguiendo previamente al fumador y Scully. El hombre también intenta matar a Scully, pero el fumador lo mata.
Scully deja al fumador y le da el disco a los pistoleros solitarios para que lo analicen, pero resulta que el fumador cambió el disco por uno en blanco. Ella vuelve a su oficina, pero ha sido vaciada. Mulder le informa que esto fue una estafa y que ella fue utilizada para recuperar esa información, pero él no entiende por qué el fumador dejó a Scully con vida. La escena final muestra al fumador arrojando el disco real a un lago.

## Producción

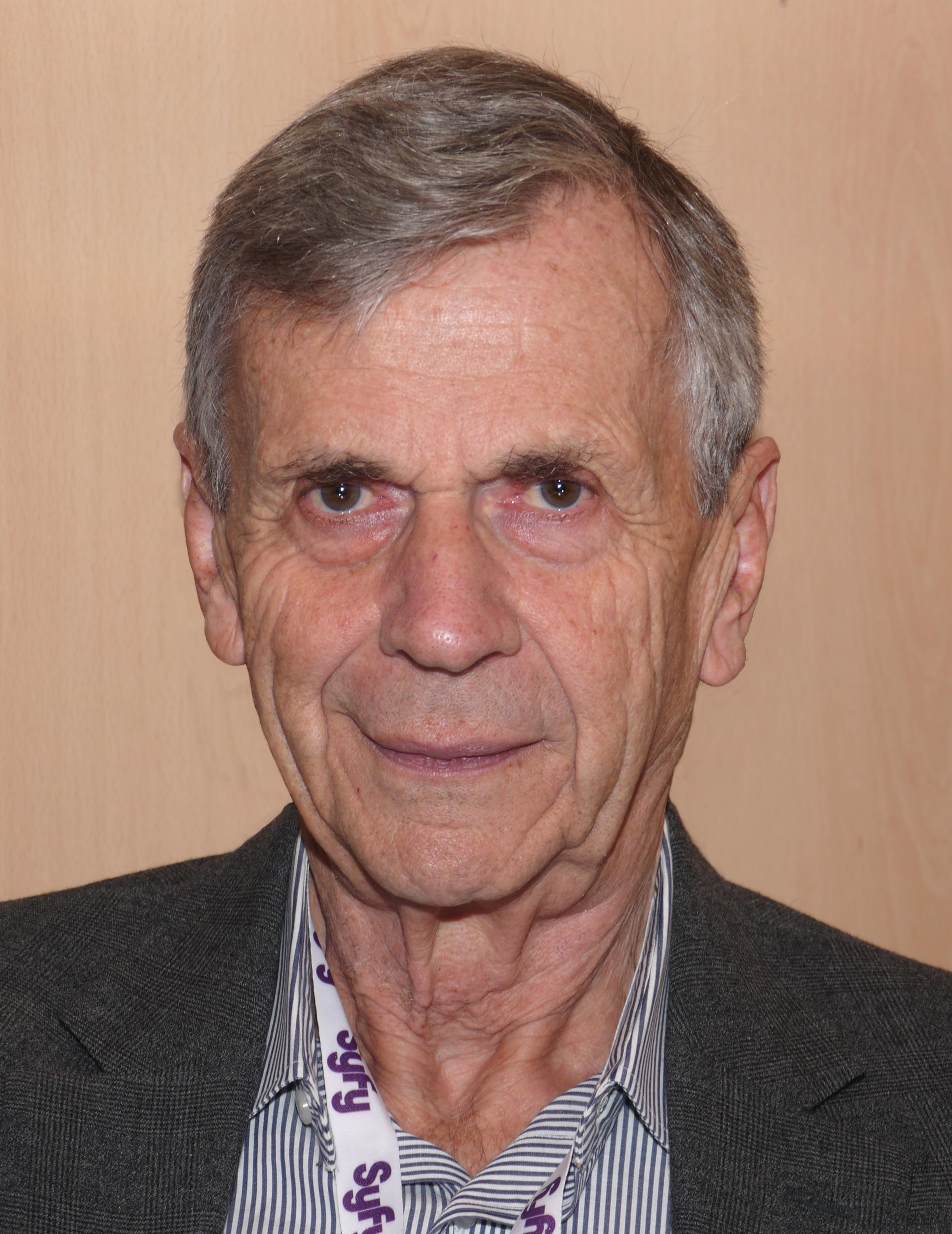
«En Ami» fue escrito por William B. Davis, quién interpretó al fumador.

### Escritura
«En Ami» fue escrito por William B. Davis, quien interpretó al fumador. Davis quería escribir un episodio en el que su personaje intentara seducir a Scully con algo que le importaba: conocimientos médicos. Davis se acercó al creador de la serie Chris Carter con su idea, y Carter estaba intrigado. Asignó al productor ejecutivo Frank Spotnitz para que trabajara con Davis y elaborara un guion completo. El guion fue revisado varias veces, y muchas de las escenas de Davis fueron cortadas, incluyendo una que presentaba al fumador enseñando a Scully a hacer esquí acuático. El guion original del episodio también incluía a Alex Krycek, cuya presencia era «parte integral de la historia [original]», pero este elemento de la historia también fue eliminado. El primer borrador del guion se terminó en cuatro semanas.
Si bien Davis vio a su personaje como un «héroe romántico», Carter y Spotnitz se mostraron reacios a que «Scully [confíe] en este hombre al que ha odiado durante siete años» tan fácilmente. Eventualmente, los productores modificaron el guion, agregando «la realidad de los mitos existentes de The X-Files y el desarrollo de personajes pasados» para facilitar la transición. Davis señaló más tarde: «Básicamente estaba contento con la forma en que resultó [el episodio], a pesar de que había muchas otras ideas que tenía que no llegué a ver. Mi concepción original de la historia era que el fumador era mucho mejor actor para ganarse el afecto de Scully y que Scully se resistía menos a que le prestaran atención». Debido a que el fumador pudo manipular a Scully, Carter luego se refirió a «En Ami» como «el episodio más espeluznante del año».
Si bien los elementos de este episodio se inspiraron parcialmente en la obra de Shakespeare Ricardo III (es decir, los intentos de Ricardo de cortejar a Ana Neville), Davis inicialmente escribió el episodio para poder actuar con Gillian Anderson. Más tarde señaló: «Si no me van a dar una escena con Gillian, tendré que escribir una yo mismo». El título del episodio, «En Ami», se traduce del francés al español como «como un amigo». El título también funciona como un juego de palabras, leyéndose fonéticamente como enemy en inglés.

### Rodaje

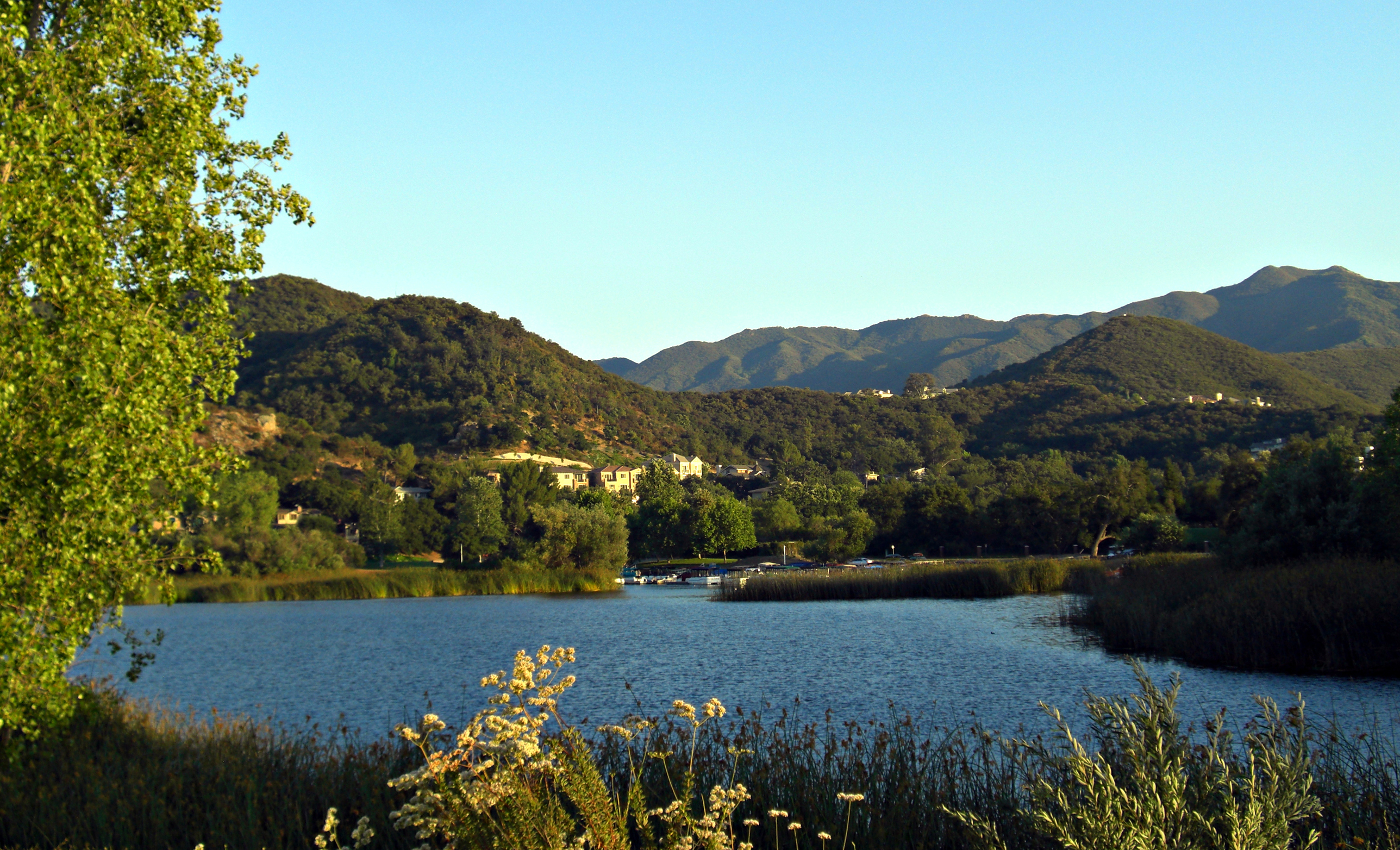
Partes de «En Ami» fueron filmadas en el lago Sherwood, California.

«En Ami» fue dirigido por Rob Bowman y marcó su última contribución al programa. Con respecto a su partida, luego dijo: «Artísticamente sentí que no podía ayudar más». Originalmente, se suponía que «En Ami» saldría al aire durante la primera mitad de la séptima temporada, pero los productores se dieron cuenta de que ubicar el episodio tan cerca del arco centrado en Mulder «The Sixth Extinction»/«Amor Fati» hizo que el desarrollo de personajes fuera problemático. Por lo tanto, se decidió aplazar el episodio a la mitad de temporada.
La producción y filmación del episodio fueron apresuradas, lo que resultó en idiosincrasias. La escena en la que el fumador y Scully cenan en un restaurante en realidad se filmó en dos días diferentes: el lado de la escena de Anderson se filmó un día y el de Davis se filmó en otro. El breve cronograma también resultó en una construcción rápida de escenas, sobre todo para la secuencia del muelle cerca del final del episodio. La mayoría de las escenas del lago se filmaron en el lago Sherwood, California. Un actor de acrobacias, Danny Weselis, reemplazó a Anderson durante las escenas que requerían que ella condujera el bote a motor.

## Emisión y recepción
«En Ami» se emitió por primera vez en los Estados Unidos el 19 de marzo de 2000. Este episodio obtuvo una calificación Nielsen de 7,5, con una participación de 11, lo que significa que aproximadamente el 7,5 por ciento de todos los hogares equipados con televisión y el 11 por ciento de los hogares viendo la televisión, estaban sintonizados en el episodio. Fue visto por 11,99 millones de espectadores. Fox promocionó el episodio con un anuncio de cigarrillo falso que decía «Advertencia: el episodio de esta noche contiene al fumador y puede ser perjudicial para la salud de la agente Scully». El episodio se incluyó más tarde en The X-Files Mythology, Volume 3 – Colonization, una colección de DVD que contiene episodios relacionados con los planes de los colonizadores extraterrestres para apoderarse de la tierra.
Robert Shearman y Lars Pearson, en su libro Wanting to Believe: A Critical Guide to The X-Files, Millennium & The Lone Gunmen, calificaron el episodio con cuatro estrellas y media de cinco. Los dos elogiaron el episodio y escribieron: «La trama en sí es todo humo (ejem) y espejos, pero eso realmente no importa» y «Las habilidades de Davis como actor y escritor son […] muy conmovedoras». Rich Rosell de DigitallyObsessed.com otorgó al episodio 4 de 5 estrellas y escribió: «Saca tus diagramas de flujo para tratar de mantener las cosas en orden, a medida que aprendemos un poco más sobre el fumador y sus travesuras, en este ep escrito por él mismo. Scully y CSM tienen algunos momentos nerviosos juntos, ya que se revela información sobre una cura basada en extraterrestres para todas las enfermedades humanas. Para confundir aún más las cosas, aparece el hombre de pelo negro del largometraje de The X-Files, pero también los pistoleros solitarios, para que no todo esté perdido».
Zack Handlen de The A.V. Club otorgó al episodio una «B+» y escribió que «en su mayoría supera algunos defectos importantes del guion». Criticó el hecho de que el guion «requiere que Scully sea mucho más ingenua de lo que suele ser». Handlen escribió que, debido a que el episodio no fue tan creíble como podría haber sido tan avanzado en la serie, la revelación de que el fumador está usando a Scully es «más decepcionante que impactante». A pesar de estos contratiempos, concluyó que el episodio es en gran parte sólido debido a las actuaciones de Davis y Anderson, así como al hecho de que la entrada permitió a la audiencia obtener una idea de los motivos del fumador. Kenneth Silber de Space.com no estaba contento con la ambigüedad del fumador, y escribió: «Tal vez, como era de esperar, el episodio brinda pocas respuestas. Y el final, con su alto grado de ambigüedad, brinda poca satisfacción. Este crítico, por su parte, está desconcertado tanto por la candición física del CSM como de su estado de ánimo».